# Dactylorhiza purpurella
L'orchide purpurella (Dactylorhiza purpurella T. Stephenson & T.A. Stephenson) Soó, 1962) è una pianta erbacea appartenente alla famiglia Orchidaceae.

## Distribuzione e habitat
La specie è diffusa in Gran Bretagna, Irlanda, Danimarca e Norvegia.